# Sing Miller
Sing Miller (New Orleans, 17 juni 1914 - 18 mei 1990) was een Amerikaanse jazzpianist die New Orleans-jazz speelde.

## Biografie
Miller zong met het Harmonizing Browns Quartet en speelde banjo, eind jaren 20 stapte hij over op de piano. Hij deed freelance-werk als solist en als begeleider in de jaren 30 en speelde enige tijd met Percy Humphrey. Na zijn dienst tijdens de Tweede Wereldoorlog speelde hij in de band van Earl Foster (1945-1961). In de jaren 60 speelde hij regelmatig in Preservation Hall, waar hij werkte met Kid Thomas Valentine, Kid Sheik Colar, The Humphrey Brothers, Jim Robinson en Polo Barnes. Hij toerde als solist in Europa, in 1979 en 1981 en nam twee albums onder eigen naam op, in 1972 voor Dixie Records en in 1978 voor Smoky Mary.